# Fingerhuthia
Fingerhuthia là một chi thực vật có hoa trong họ Hòa thảo (Poaceae).

## Loài
Chi Fingerhuthia gồm các loài: